# La 2
La 2 або La Dos, La Segunda (Другий), TVE2 — іспанський телевізійний канал, який контролюється іспанською національною телекомпанією TVE. Він вийшов в ефір 15 листопада, 1966 року. Найчастіше канал транслює документальні програми, класичні та сучасні фільми, серіали, але має дуже низький рейтинг, найнижчий серед іспанських телеканалів.
Під час перебування на посту прем'єра Аснара, деякі люди вважали вечірні новини на каналі La 2, альтернативною думкою на події, не схожою на те, що показував La 1, в новинах якого деякі люди бачили «державну пропаганду», не зважаючи на те, що обидва канали є державними.